# Чанд
Чанд (дев. चंद) — средневековая индийская династия раджпутов, правившая регионом Кумаон после падения династии Катьюри в XI веке. Период правления династии подошёл к концу в XVIII веке, когда Кумаон стал частью Британской Индии.
Государство Чанд было основано в X веке правителем Сом Чандом, пришедшим в регион Кумаон из Каннауджа и одержавшим победу над правителями Катьюри. Раджи Чанда, также как и Катьюри, называли своё государство Курманчал. Столицей они избрали Чампават. По настоящее время сохранились многие из индуистских храмов, построенных правителями династии. К 1563 году Чанды взяли под свой контроль всю территорию Кумаона, одержав верх над туземными правителями и над потомками раджей Катьюри. В том же году раджа Кальян Чанд перенёс столицу государства в основанный им город Алмору, тогда назывался Аламнагар.
В Мугхальских исторических летописях содержится упоминание о том, как раджа Гьян Чанд посетил с визитом Делийский султанат и получил в подарок от султана земли от Бхабхар-Терай до реки Ганги. В 1581 году раджа Рудра Чанд (1565—1597) одержал победу над раджей Хари Маллой и впервые напал на царство Гархвал, потерпев, однако, поражение от раджи Дуларамы Саха. Последующие его атаки также не увенчались успехом. Рудра Чандра был современником Акбара и в 1587 году нанёс ему дружеский визит в Лахоре. В «Акбарнаме» он описывается как «один из величайших землевладельцев Индии».
После смерти Рудры Чанда в 1597 году на престол взошёл его сын Лакшми Чанд, продолживший безуспешные военные походы против Гархвала. В 1602 году Лакшми Чанд построил храм Багнатха в Багешваре.
Одним из самых могущественных правителей династии Чанд был Баз Бахадур (1638—1678). В 1655 году, он вместе с армией Шах-Джахана напал на Гархвал и захватил регион Тераи, включая Дехрадун. В честь генерала Голу, погибшего в битве, Баз Бахадур построил храм Голу Девата в Гхоракхале, около Бхимтала. Он также построил знаменитый храм Бхимешвары Махадевы в Бхимтале.